# AS-2014
El AS-2014 (Acero Santiago 2014) es el octavo modelo de tren del Metro de Santiago y segundo de rodadura férrea. Fue diseñado y construido por el consorcio CAF-Thales en España. Son 41 trenes formados por cinco coches y circulan por las líneas 3 y 6. Es el primer modelo del Metro de Santiago de conducción completamente automatizada.

## Historia
Este tren se remonta a los inicios de la construcción de las líneas 3 y 6. En dicha instancia, Metro de Santiago realizó la licitación para encargar la fabricación de trenes para las líneas mencionadas, siendo adjudicado al consorcio CAF-Thales.
Hacia 2016, comienzan a llegar las primeras formaciones del AS-2014 al Puerto de Valparaíso. En dicho lugar se desembarcaban y eran trasladadas a los talleres dispuestos por metro. El 6 de mayo de 2016, una formación de este tren fue aplastada por los compartimentos de la embarcación que la transportaba hacia Chile. A la llegada al Puerto de Valparaíso, la empresa a cargo indicó que el hecho no ocurrió en el puerto, sino en alta mar, mientras se producía el viaje hacia Chile. En un comunicado, CAF indicó que activaría los seguros correspondientes, por lo que Metro de Santiago no se haría responsable posteriormente. El tren destruido fue repuesto por CAF en enero de 2017.
Los trenes correspondientes a la Línea 6 se almacenan en los Talleres Cerrillos, lugar en donde se guardan y realizan las mantenciones correspondientes para su operación en esta línea. La flota para la Línea 3 realiza el mismo procedimiento anterior, pero en los Talleres Los Libertadores.

## Características

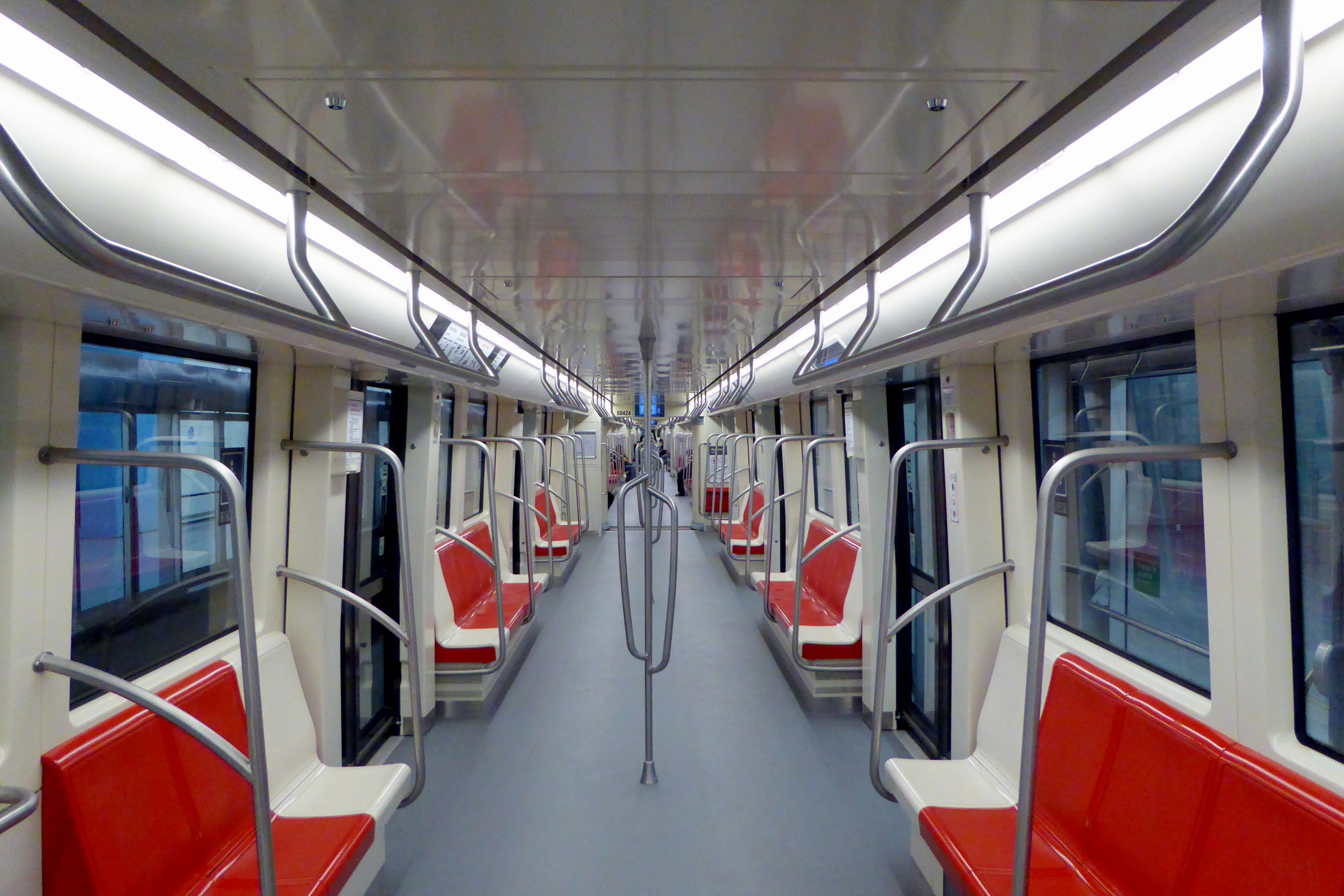
Interior de un tren AS-2014.

Este tren no cuenta con cabinas de conducción, siendo su conducción completamente automatizada. Sin embargo, dispone de un panel de control para controlarlo cuando sea necesario y/o en casos de emergencia. Este está ubicado en los coches remolques de la formación. Además posee rampas en el sector frontal para la evacuación en caso de emergencia. Su alimentación eléctrica es a través de un pantógrafo mediante catenaria rígida y no a través de un tercer riel, como el resto de modelos del Metro de Santiago.

## Datos técnicos
- Ancho de vía: 1435 mm.
- Voltaje utilizado por el tren: 750 Vcc. Alimentación aérea mediante catenaria rígida.[2]
- Fabricante: Construcciones y Auxiliar de Ferrocarriles.
- Procedencia: España
- Año de construcción: Desde 2015 (N2201) hasta 2017 (N2241)
- Series Motrices: S0401 al S0482. Para este modelo de tren los coches S son remolques.
- Sistema de ventilación: Aire acondicionado.[1]
- Interiores: Asientos de color rojo y blanco, paredes color crema.
- Pintura de la carrocería: Blanca, con puertas y ventanas en color negro con líneas rojas.
- Sistema de seguridad: Sistema CBTC y frenos de emergencia dispuestos en cada coche.[1]
- Largo de los coches N y S: 24 m.
- Formación: 5 coches S-N-NP-N-S (120 m).[1]

En donde:
- S: Coche remolque sin cabina de conducción, posee panel de control en caso de emergencia.
- N: Coche motor.
- NP: Coche motor sin cabina equipado con dispositivos de pilotaje automático.